# 홀리엔젤몬
홀리엔젤몬(HOLYANGEMON, ホーリーエンジェモン)은 디지털 몬스터에 나오는 가공의 생명체이며 완전체의 대천사형 디지몬이다. 필살기는 헤븐즈 게이트다. 
성우 : 데이브 맥 로우/유동균(52화, 53화, 54화), 정미숙, 한만중(:)

## 소개
엔제몬이 초진화한 형태.

## 진화과정
포요몬→토코몬→파닥몬→엔젤몬→홀리엔제몬→세라피몬